# Santiago de Chile
Santiago (/ ˌsæntiɑːɡoʊ /, špansko [santjaɣo]), znan tudi kot Santiago de Chile ([sanˈtjaɣo ðe ˈtʃile] ()), je glavno in največje mesto Čila ter eno največjih mest v Amerikah. Je središče največje in najbolj gosto naseljenega somestja v metropolitanski regiji Santiago, s skoraj 7 milijoni prebivalcev. Mesto v celoti leži v Podolžni dolini države. Večina mesta leži med 500 m in 650 m nad morjem.
Santiago je leta 1541 ustanovil španski konkvistador Pedro de Valdivia in je glavno mesto Čila še iz kolonialnih časov. Mesto ima jedro iz neoklasicistične arhitekture iz 19. stoletja in stranske ulice v Art déco, neogotskem in drugi slogih. Mesto Santiago je oblikovano na številnih samostojnih hribih, ob hitro tekoči reki Mapocho, s parki, kot je Parque Forestal. Ande je mogoče videti iz večine točk v mestu. Te gore prispevajo k precejšnjemu problemu s smogom, zlasti v zimskem času. Obrobje mesta je obkroženo z vinogradi. Iz Santiaga je v dobri uri mogoče priti v gore in k Tihemu oceanu.
Je kulturno, politično in finančno središče Čila in je sedež regionalne četrti številnih večnacionalnih korporacij. Čilski izvršni in pravosodni organi so v Santiagu, kongres pa se srečuje večinoma v bližnjem Valparaisu. Poimenovan je po svetopisemskem liku svetem Jakobu. Santiago bo gostil Panameriške igre leta 2023.

## Poimenovanje
V Čilu obstaja več entitet, ki nosijo ime "Santiago", kar se pogosto meša. Občina Santiago, včasih imenovana »downtown« ali »Santiago center« (Santiago Centro), je upravna enota, ki obsega približno območje, ki ga je zasedalo mesto v času kolonialnega obdobja. Skupnost, ki jo upravlja občina Santiago in jo vodi župan, je del province Santiago, ki jo vodi pokrajinski guverner, ki je sama del metropolitanske regije Santiago, ki jo vodi intendant. Kljub nevedenim delitvam, ko se izraz »Santiago« uporablja brez dodatnih opisov, se po navadi nanaša na Veliki Santiago (Gran Santiago), teritorialno območje, ki ga opredeljuje mestna kontinuiteta, ki poleg občine Santiago obsega še 36 drugih občin, ki skupaj sestavljajo večino province Santiago in nekatera območja sosednjih provinc (glej poglavje Politična delitev).
Demonim za mesto in regijo sta santiaguinos (moški) in santiaguinas (ženska).

## Zgodovina

### Predkolonialna zgodovina
Po nekaterih arheoloških raziskavah se domneva, da so se prve človeške skupine naselile v dolini Santiaga v 10. tisočletju pr. n. št.. Skupine so bile v glavnem nomadski lovci-nabiralci, ki so v času andske odjuge potovali iz obale v notranjost v iskanju gvanakov. Okoli leta 800 so se prvi prebivalci začeli stalno naseljevati zaradi nastajanja kmetijskih skupnosti vzdolž reke Mapocho in pridelovali predvsem koruzo, krompir in fižol ter udomačili kamele na tem območju.
Vasi ustanovljene na območjih so pripadale skupini Pikunčev (ime, ki so ga dali Čilenci) ali promaucaes (ime, ki so ga dali Inki: iz kečuanščine puruma awqa – 'divji sovražnik') in so bili pod Inkovskim imperijem v poznem 15. in v zgodnjem 16. stoletju. Inki so jih prisilno naselili v dolini, glavna poselitev je bila v središču sedanjega mesta, v Huaca de Chene in sveti gori El Plomo (Cerro El Plomo je gora v Andih v bližini Santiaga, z višino 5434 m je najvišji vrh, viden iz Santiaga v jasnih dneh). Območje je služilo kot osnova za neuspešne inkovske ekspedicije na južnem cestnem križišču v inkovskem cestnem sistemu.

### Ustanovitev mesta
Potem ko ga je poslal Francisco Pizarro iz Peruja na dolgo pot iz Cuzca, je extremadurski konvistador Pedro de Valdivia 13. decembra 1540 dosegel dolino reke Mapocho. Valdivia se je utaboril ob reki na pobočjih Tupahueja in počasi začel komunicirati s Pikunči, ki so živeli na tem območju. Valdivia je kasneje poglavarje območja povabil v parlament, kjer je pojasnil svojo namero, da bo ustanovil mesto v imenu kralja Karla I. Španskega, ki bi bil glavno mesto guvernerja nove države Nueva Extremadura imenovano Santiago de Nueva Extremadura. Domači so sprejeli in celo priporočili ustanovitev mesta na majhnem otoku med dvema krakoma reke ob majhnem hribu Huelén.
12. februarja 1541 je Valdivia uradno ustanovil mesto Santiago del Nuevo Extremo (Santiago Nova Extremadura) v čast sv. Jakoba, pokrovitelja Španije, blizu Huelena, ki ga je preimenoval v »sv. Lucijo«. (Ime Santiago je lokalna galicijska evolucija ljudske latinske Sanctu Iacobu.) Valdivia je poveril postavitev novega mesta mojstru graditelju Pedri de Gamboa, ki je načrtoval postavitev mestne mreže. V središču mesta je Gamboa zasnoval Plaza de Armas (glavni trg), okoli katerega so bila zbrana različna zemljišča za stolnico in guvernerjevo hišo. Skupaj je bilo zgrajenih osem blokov od severa do juga in deset od vzhoda proti zahodu. Vsak kvadratni blok je bil dan naseljencem, ki so zgradili hiše iz blata in slame.
Valdivia se je mesece pozneje s svojimi vojaki usmeril na jug in začel vojno z Mapuči za Araucanijo. Santiago je ostal nezavarovan. Domačin Michimalonco je to izkoristil in napadel novo mesto. 11. septembra 1541 so mesto uničili domačini, vendar je španskemu garnizonu uspelo ubraniti trdnjavo. Odpor je vodila Inés de Suárez, Valdivianova ljubica. Ko je spoznala, da je bila premagana, je odredila usmrtitev vseh domorodnih zapornikov in nato nataknila glave na puščice in jih nekaj vrgla med domačine. Ob soočenju s tem barbarskim dejanjem so domorodci razpadli od grozote. Mesto se je počasi obnovilo, pri tem pa naj bi se uveljavljalo novo ustanovljeno mesto Concepción, kjer so leta 1565 ustanovili kraljevo sodišče Čila. Vendar pa je stalna nevarnost, s katero se je soočal Concepción, deloma zaradi bližine vojne za Araucanijo in tudi posledic uničujočih potresov, ni omogočila dokončne ustanovitve kraljevega sodišča v Santiagu do leta 1607. Ta ustanova je ponovno potrdila vlogo mesta kot prestolnice.

### Kolonialni Santiago
Čeprav je bil zgodnji Santiago v neposredni nevarnosti za trajno uničenje, ki so ga ogrožali domorodni napadi, potresi in vrsta poplav, se je mesto začelo hitro razvijati. Od 126 blokov, ki jih je zasnoval Gamboa leta 1558, je bilo štiridesetih zasedenih, leta 1580 pa so se začele dvigovati prve večje stavbe v mestu, začetek gradnje poudarjen s postavitvijo temeljnega kamna prve stolnice leta 1561 in stavbe cerkve svetega Frančiška leta 1572. Obe konstrukciji sta sestavljali predvsem blatna opeka in kamen. Poleg gradnje pomembnih stavb se je mesto začelo širiti na bližnja zemljišča.
Niz nesreč je oviralo razvoj mesta v 16. in 17. stoletju: potres, 1575 epidemija črnih koz, leta 1590, 1608 in 1618 poplave reke Mapocho in končno potres 13. maja 1647, ko je umrlo več kot 600 ljudi in bilo prizadetih več kot 5000 drugih. Vendar te katastrofe niso ustavile rasti prestolnice generalnega kapitanata Čila v času, ko je bila vsa oblast države osredotočena na Plaza de Armas santiaguina.
Leta 1767 je Luis Manuel de Zañartu začel eno najpomembnejših arhitekturnih del celotnega kolonialnega obdobja, most Calicanto, ki je dejansko povezoval mesto z La Chimbo na severni strani reke in začel graditi nasipe za preprečevanje poplav reke Mapocho. Čeprav so njegovi gradbeniki uspeli zaključiti most, je reka večkrat poškodovala stebre. Leta 1780 je guverner Agustín de Jáuregui najel italijanskega arhitekta Joaquina Toesca, ki je med drugimi pomembnimi deli zasnoval fasado stolnice, palačo Moneda (Palacio de La Moneda), kanal San Carlos in končno gradnjo nasipov med vladanjem Ambrosia O'Higginsa. Ta pomembna dela so se trajno odprla leta 1798. O'Higginsova vlada je nadzorovala tudi gradnjo ceste proti Valparaísu leta 1791, ki je povezala prestolnico z glavnim pristaniščem v državi.

### Glavno mesto republike
18. septembra 1810 je bila v Santiagu razglašena prva vladna hunta, ki je začela proces vzpostavitve neodvisnosti Čila. Mesto, ki je postalo glavno mesto novega naroda, so ogrožali različni dogodki, zlasti bližnje vojaške akcije.
Nekatere ustanove, kot sta Nacionalni inštitut (Instituto Nacional General José Miguel Carrera) in Narodna knjižnica (Biblioteca Nacional de Chile), so bile ustanovljene v Patriji Vieji (Patria Vieja, špansko stara očetnjava, se nanaša na časovno obdobje v zgodovini Čila med prvo vlado hunte (18. septembra 1810) in katastrofo Rancagua (1. oktober 1814)), so bile zaprte po porazu patriotov v bitki pri Rancagvi leta 1814. Kraljevska vlada je trajala do leta 1817, ko je vojska zagotovila zmago v bitki Chacabuco in ponovno vzpostavila vlado patriotov v Santiagu. Neodvisnost pa ni bila zagotovljena. Španska vojska je leta 1818 dobila nove zmage in se odpravila v Santiago, vendar je bil njihov marš dokončno ustavljen na ravnicah reke Maipo, med bitko pri Maipu 5. aprila 1818.
Po koncu vojne je bil Bernardo O'Higgins sprejet kot vrhovni direktor in kot njegov oče, začel veliko pomembnih del v mestu. Med imenovanjem Patria Nueva so se zaprte ustanove ponovno odprle. Odprto je bilo glavno pokopališče, delo na kanalu San Carlos je bilo zaključeno in v južnem kraku reke Mapocho, znane pod imenom La Cañada, je bilo suho korito, ki se je nekoč uporabljalo kot odlagališče, spremenjeno v avenijo, zdaj znano kot Alameda de las Delicias.
Dva nova potresa sta prizadela mesto, en 19. novembra 1822, drug 20. februarja 1835. Vendar pa ta dva dogodka nista preprečila hitre rasti mesta. Leta 1820 je mesto poročalo o 46.000 prebivalcih, medtem ko je leta 1854 prebivalstvo doseglo 69.018. Leta 1865 je bilo v popisu prijavljenih 115.337 prebivalcev. To znatno povečanje je bilo posledica primestne rasti na jug in zahodno od središča, deloma pa tudi v La Chimbi, živahnem območju nastalem iz delitve starih objektov, ki so obstajali na tem območju. Ta nov periferni razvoj je privedel do konca tradicionalne strukture šahovnice, ki je prej veljala za mestno jedro.

### 19. stoletje
V letih republikanske dobe so bile institucije, kot so Univerza v Čilu (Universidad de Chile), Normalna šola za predavatelje, Šola za umetnost in obrt in Quinta Normal, ki sta vključevali Muzej lepih umetnosti (zdaj Muzej znanosti in tehnologije) in Narodni naravoslovni muzej ustvarjeni predvsem za izobraževalno uporabo in so postali tudi primeri javnega načrtovanja v tem obdobju. Leta 1851 je bil odprt prvi telegrafski sistem, ki je povezal prestolnico s pristaniščem Valparaiso. 
Nov zagon urbanega razvoja prestolnice se je odvijal v času tako imenovane »Liberalne republike« in administracijo župana Benjamina Vicuña Mackenna. Med glavnimi deli v tem obdobju je preureditev Cerro Santa Lucía, ki je bil kljub svoji osrednji lokaciji v slabem stanju. V prizadevanjih za preoblikovanje Santiaga je Vicuña Mackenna začel graditi Camino de Cintura, cesto, ki obdaja celotno mesto. Nova prenova avenije Alameda jo je spremenila v glavno cesto mesta.
Tudi v tem času in z delom evropskih krajinarjev leta 1873 je nastal O'Higginsov Park. Park, odprt za javnost, je postal znamenitost v Santiagu zaradi svojih velikih vrtov, jezer in poti za kočije. Med temi obdobji so bile odprte tudi druge pomembne stavbe, kot so operna hiša Teatro Municipal in Club Hípico de Santiago. Leta 1875 je potekala mednarodna razstava v okviru Quinta Normal. 
Mesto je postalo glavno središče nacionalnega železniškega sistema. Prva železnica je dosegla mesto 14. septembra 1857 na železniški postaji Santiago Estación Central, ki je bila dokončno zgrajena in odprta leta 1884. V teh letih so železnice povezale mesto z Valparaisom, kot tudi regije na severu in jugu Čila. Ulice v Santiagu so bile do leta 1875 tlakovane, v mestu pa je bilo 1107 železniških vozil, medtem ko je vsak dan uporabljalo tramvajske storitve 45.000 ljudi.

### Stoletnica Santiaga
S prihodom novega stoletja je mesto začelo doživljati različne spremembe v zvezi z močnim razvojem industrije. Valparaiso, ki je bil doslej gospodarsko središče države je počasi izgubil pomembnost na račun prestolnice. Do leta 1895 je bilo 75 % nacionalne predelovalne industrije v glavnem mestu in samo 28 % v pristaniškem mestu, do leta 1910 pa so se na ulicah središča mesta zrastle velike banke in trgovine, ki so zapustile Valparaiso.
Uvedba zakona o avtonomnih občinah je omogočila občinam, da ustvarijo različne upravne oddelke okrog takratnega departamento Santiago, s ciljem izboljšati lokalno odločanje. Maipú, Ñuñoa, Renca, Lampa in Colina so bile ustanovljene leta 1891, Providencia in Barrancas leta 1897 in Las Condes leta 1901. La Victoria departamento je bila razdeljena z ustvarjanjem Lo Cañas leta 1891, ki bi bila razdeljena na La Granja in Puente Alto leta 1892, La Florida leta 1899 in La Cisterna leta 1925.
Cerro San Cristóbal je v tem obdobju začel dolg proces razvoja. Leta 1903 je bil postavljen astronomski observatorij, naslednje leto pa temeljni kamen za 14 metrov visok kip device Marije, ki je danes viden iz različnih koncev mesta. Vendar je bilo svetišče dokončano nekaj desetletij pozneje.
Leta 1910 je Čile praznoval stoletnico zato so bili izvedeni številni urbani projekti. Železniško omrežje je bilo podaljšano, kar je omogočilo povezavo mesta z nastajajočimi predmestji z novim železniškim obročem in smerjo do Cajón del Maipo, na severu mesta pa je bila zgrajena nova železniška postaja: postaja Mapocho. Na južni strani reke Mapocho je bil ustanovljen Parque Forestal in odprte nove stavbe, kot so Muzej lepih umetnosti, javni internat s šolo Barros Arana in Narodna knjižnica. Poleg tega je bil zgrajen kanalizacijski sistem, ki je pokrival približno 85 % mestnega prebivalstva.

### Eksplozija prebivalstva
Popis iz leta 1920 je ocenil, da je v Santiagu živelo 507.296 prebivalcev, kar je enako 13,6 % prebivalstva Čila. To je pomenilo povečanje za 52,47 % od popisa leta 1907, tj. letna rast 3,3 %, kar je skoraj trikrat več kot nacionalna številka. Ta rast je bila predvsem posledica prihoda kmetov z juga, ki so prišli na delo v tovarne in železnice, ki so bile v izgradnji. Vendar pa se je ta rast pojavila na obrobju in ne v samem mestu.
V tem času se je okrožje središča mesta združilo v trgovsko, finančno in upravno središče z ustanovitvijo različnih portalov in lokacij okoli ulice Ahumada in okrožja Civic v neposredni bližini palače La Moneda. Slednji projekt je vključeval izgradnjo različnih moderniziranih stavb za vzpostavitev pisarn ministrstev in drugih javnih služb ter začetek gradnje srednje visokih stavb. Po drugi strani pa so se tradicionalni prebivalci centra začeli seliti iz mesta v bolj podeželska območja, kot so Providencia in Ñuñoa, ki sta gostila oligarhijo in evropske priseljenske delavce ter San Miguel za družine srednjega razreda. Na obrobju so vile gradili različni partnerji iz različnih organizacij tistega časa. Modernost se je razširila v mestu, s pojavom prvih gledališč, razširitvijo telefonskega omrežja in odpiranjem letališča Los Cerrillos leta 1928, med drugimi novostmi.
Občutek, da je bil začetek 20. stoletja doba gospodarske rasti zaradi tehnološkega napredka, se je dramatično razlikoval od življenjskega standarda nižjih družbenih razredov. Rast prejšnjih desetletij je privedla do eksplozije brez primere, ki se je začela leta 1929. Velika depresija je povzročila propad nitratne industrije na severu, tako da je bilo 60.000 brezposelnih, kar je prispevalo k zmanjšanju izvoza kmetijstva, kar je povzročilo skupno število brezposelnih okoli 300.000 po vsej državi. Ti brezposelni delavci so Santiago in njeno industrijo videli kot edino možnost za preživetje. Mnogi migranti so prispeli v Santiago brez vsega in tisoče jih je bilo treba preživeti na ulicah zaradi velikih težav pri iskanju prostora, ki bi ga lahko najeli. Razširjene bolezni, vključno s tuberkulozo, so zahtevale življenje več sto brezdomcev. Brezposelnost in življenjski stroški so se dramatično povečali, medtem ko so se plače prebivalstva v Santiagu zmanjšale.
Razmere so se le nekaj let kasneje spremenile z novim industrijskim razcvetom, ki ga je pospešil CORFO in širitvijo državnega aparata v poznih 1930-ih. V tem času je aristokracija izgubila veliko svoje moči in srednji razred, ki so ga sestavljali trgovci, birokrati in strokovnjaki, je pridobil vlogo določanja nacionalne politike. V tem kontekstu je Santiago začel razvijati znatno prebivalstvo srednjega in nižjega razreda, medtem ko so se zgornji razredi skrivali v okrožjih prestolnice.

### Veliki Santiago
|            | 1940 | 1952 | 1960 | 1970 |
| ---------- | ---- | ---- | ---- | ---- |
| Barrancas  | 100  | 223  | 792  | 1978 |
| Conchalí   | 100  | 225  | 440  | 684  |
| La Granja  | 100  | 264  | 1379 | 3424 |
| Las Condes | 100  | 197  | 506  | 1083 |
| Ñuñoa      | 100  | 196  | 325  | 535  |
| Renca      | 100  | 175  | 317  | 406  |
| San Miguel | 100  | 221  | 373  | 488  |
| Santiago   | 100  | 104  | 101  | 81   |

V naslednjih desetletjih je Santiago še naprej rastel. Leta 1940 je mesto imelo 952.075 prebivalcev, leta 1952 pa je ta številka narasla na 1.350.409 prebivalcev, popis iz leta 1960 je znašal 1.907.378 santiaguinos. Ta rast se je odražala v urbanizaciji podeželskih območij na obrobju, kjer so bile živele družine srednjega in nižjega razreda: leta 1930 je mestno območje imelo površino 6500 hektarov, ki je leta 1960 dosegel 20.900, leta 1980 pa 38.296. Čeprav je večina skupnosti še naprej rasla, se večinoma osredotoča na odročne skupnosti, kot so na primer Canyon na zahodu, na severu Conchalí in na La Cisterno in La Granjo na jugu. Za zgornji razred se je začelo približevati vznožju Las Condesa in La Reina. Center pa je izgubil ljudi, ki puščajo več prostora za razvoj trgovine, bančništva in vlade.
Ureditev rasti se je šele začela izvajati v 1960-ih z oblikovanjem različnih razvojnih načrtov za Veliki Santiago, koncept, ki je odražal novo realnost veliko večjega mesta. Leta 1958 je bil objavljen medobčinski načrt. Predlagana shema je določila mejo 38.600 urbanih in pol urbanih površin za največ 3.260.000 prebivalcev, vključno z načrti za izgradnjo novih cest, kot sta avenija Américo Vespucio in Panamericana št. 5 ter širitev »industrijskih con«. Svetovno prvenstvo v nogometu 1962 je dalo nov zagon za uresničitev načrtov za izboljšanje mesta. Leta 1966 je bil v Cerro San Cristóbal ustanovljen Santiago Metropolitan Park, Ministrstvo za okolje in prostor pa je začelo čistiti divja naselja in graditi nove domove. Nazadnje je bil leta 1972 zgrajen Edificio Diego Portales.
Leta 1967 je bilo odprto novo mednarodno letališče Pudahuel, po letih razprav pa se je leta 1969 začela gradnja metroja. Prva faza je potekala pod zahodnim delom Alamede in je bila odprta leta 1975. Metro bi postal ena najprestižnejših gradenj v mestu. V naslednjih letih se je še naprej širil, z dvema pravokotnima linijama, ki sta bili vzpostavljeni do konca leta 1978. Gradnja telekomunikacijske infrastrukture je bil tudi pomemben razvoj tega obdobja, kar se odraža v izgradnji Torre Entel, ki je od svoje izgradnje leta 1975 postal eden od simbolov prestolnice in najvišja struktura v državi dve desetletji.
Po državnem udaru leta 1973 in vzpostavitvi vojaškega režima se velike spremembe v urbanističnem načrtovanju niso zgodile do 1980-ih, ko je vlada sprejela neoliberalni ekonomski model. Leta 1979 je bil spremenjen glavni načrt. Urbano območje je bilo razširjeno na več kot 62.000 ha za razvoj nepremičnin. To je ustvarilo širjenje mesta, zlasti v La Floridi, kjer je mesto v začetku devetdesetih let doseglo velikost 40.619 ha. Popis iz leta 1992 je pokazal, da je Santiago postal najbolj naseljena občina v državi s 328.881 prebivalci. 3. marca 1985 je močan potres prizadel mesto. Čeprav je povzročil nekaj žrtev, so mnogi izgubili dom, uničene so bile številne stare zgradbe.

### Metropola v zgodnjem 21. stoletju
Z začetkom prehoda na demokracijo leta 1990 je mesto Santiago presegel tri milijone prebivalcev, pri čemer je večina živela na jugu: La Florida je bila najbolj naseljena, sledili sta Puente Alto in Maipú. Razvoj nepremičnin v teh občinah in drugih, kot sta Quilicura in Peñalolen, so v veliki meri prihajali iz gradnje stanovanjskih projektov za družine srednjega razreda. Medtem so se družine z visokimi dohodki preselile v vznožje, ki se danes imenuje Barrio Alto, povečuje prebivalstvo Las Condes in povzroča nove občine, kot sta Vitacura in Lo Barnechea. Območje Avenue Providencia je postalo pomembno trgovsko središče v vzhodnem sektorju. Ta razvoj je bil razširjen na Barrio Alto, ki je postala privlačna lokacija za gradnjo visokih stavb. Na območju so bile ustanovljene velike družbe in finančne družbe, ki so vodile do uspešnega sodobnega poslovnega centra, znanega kot Sanhattan. Odhod teh družb v Barrio Alto in izgradnja nakupovalnih centrov po vsem mestu sta v središču mesta povzročila krizo. Za odkrivanje območja so bile glavne nakupovalne ulice pretvorjene v pešcone, kot je Paseo Ahumada, vlada je uvedla davčne ugodnosti za gradnjo stanovanjskih zgradb, ki so pritegnile mlajše odrasle.
Mesto se je začelo soočati z vrsto težav, ki jih povzroča neorganizirana rast. V zimskih mesecih je onesnaževanje zraka doseglo kritične ravni in sloj smoga se je naselil nad mestom. Organi so sprejeli zakonodajne ukrepe za zmanjšanje industrijskega onesnaževanja in uvedli omejitve pri uporabi vozil. Podzemna železnica je bila znatno razširjena, obstoječe proge so bile razširjene in med letoma 1997 in 2006 zgrajene tri nove linije v jugovzhodnem sektorju. Nova razširitev Maipúja je bila odprta leta 2011, metropolitanska železnica je imela skupno dolžino 105 km. Sistem avtobusov je bil v začetku devetdesetih precej reformiran. Leta 2007 je bil ustanovljen glavni načrt, imenovan Transantiago. Od uvedbe se je soočil s številnimi težavami.
Vstop v 21. stoletje je v Santiagu vztrajal hiter razvoj. Območje Civic je bilo obnovljeno z ustanovitvijo Plaza de la Ciudadanía in gradnjo Ciudad Parque Bicentenario v spomin na dvesto let republike. Razvoj visokih zgradb se nadaljuje v vzhodnem sektorju, kar je doseglo vrhunec pri odprtju nebotičnikov Titanium La Portada in Gran Torre Santiago v kompleksu Costanera Center. Vendar so socialno-ekonomska neenakost in geosocialna razdrobljenost še vedno najpomembnejša problema v mestu in v državi.
27. februarja 2010 se je v prestolnici začutil močan potres, ki je povzročil nekaj škode starim stavbam. Tudi nekatere sodobne stavbe so bile neprimerne za uporabo. To je povzročilo veliko razprav o dejanskem izvajanju obveznih potresnih standardov v sodobni arhitekturi Santiaga.

## Geografija
Mesto leži v središču kotline Santiago, velike skledaste doline, ki jo sestavljajo široka in rodovitna zemljišča, obkrožena z gorami. Mesto ima različno nadmorsko višino, ki se postopoma povečuje od 400 m na zahodnih območjih do več kot 700 m na vzhodnih območjih. Mednarodno letališče Santiago na zahodu, leži na višini 460 m. Plaza Baquedano, v bližini centra, leži na 570 m. Stadion San Carlos de Apoquindo, na vzhodnem robu mesta, ima višino 960 m.
Kotlina Santiago je del čilske Podolžne doline in je izredno ravna, prekinjena le z nekaj otočnimi griči; med njimi Cerro Renca, Cerro Blanco in Cerro Santa Lucía. Meri približno 80 kilometrov v smeri sever-jug in 35 km od vzhoda proti zahodu. Reka Mapocho teče skozi mesto.
Mesto obdaja glavna veriga Andov na vzhodu in čilsko obalno hribovje na zahodu. Na severu ga obkroža Cordón de Chacabuco, gorsko območje Andov. Na južni obali leži Angostura de Paine, podolgovato greben Andov, ki skoraj doseže obalo.
Gorsko območje, ki je takoj na meji mesta na vzhodu, je znano kot Sierra de Ramón, ki je nastala zaradi tektonske dejavnosti preloma San Ramón. Ta greben doseže 3296 metrov pri Cerro de Ramón. Sierra de Ramón predstavlja predkordiljere Andov. 20 km na vzhodu je še večja Cordillera Andov, ki ima gore in vulkane, ki presegajo 6000 m in na katerih so prisotni nekateri ledeniki. Najvišja gora je stratovulkan Tupungato s 6570 m. Druge gore so Tupungatito, San José in Maipo. Cerro El Plomo je najvišja gora, vidna iz mestnega območja Santiaga.
V zadnjih desetletjih je rast urbanega mesta prešla meje mesta in se razširila na vzhodno vznožje pobočja Andske predkordiljere. Na območjih kot so La Dehesa, Lo Curro in El Arrayan, je mestni razvoj prisoten na več kot 1000 metrov nadmorske višine. 
- Smučarski center El Colorado
- Cerro San Cristobal
- Santiago pozimi
- Santiago poleti

### Podnebje
Podnebje je milo mediteransko. Temperatura se v večinoma suhih poletjih lahko povzpne do 35 °C, več padavin pade pozimi, ko temperature lahko dosežejo od nekaj stopinj nad lediščem do približno 15 °C. Povprečno pade 338mm padavin na leto. 
Temperaturna inverzija, industrija in gost promet botrujejo pogostim problemom onesnaženja s smogom.

### Administrativna delitev
Mesto je razdeljeno na skupno 36 občin (špansko comunas). 32 jih leži v Provinci Santiago, preostale 4 pa v sosednjih provincah Cordillera, Maipo in Talagante. Vse omenjene province so del regije Región Metropolitana.

### Naravne nesreče
Zaradi lege Santiaga na pacifiškem ognjenem obroču na meji podrivanja Nazca plošče pod južnoameriško ploščo prihaja do znatne količine tektonske dejavnosti. Prvi potres, ki je bil zapisan v Santiagu, se je zgodil leta 1575, 34 let po uradni ustanovitvi mesta. Potres leta 1647 je uničil mesto in navdihnil roman Heinricha von Kleista Potres v Čilu.
Potres v Valdiviji leta 1960 in potres v Algarrobu leta 1985 sta povzročila škodo tudi v Santiagu in omogočila razvoj strogih gradbenih predpisov, da bi se zmanjšale prihodnje poškodbe zaradi potresov. Leta 2010 je Čile prizadel šesti največji potres na svetu, ki je dosegel 8,8 po Mw. 525 ljudi je umrlo, od tega 13 v Santiagu, škoda pa je bila ocenjena na 15-30 milijard ameriških dolarjev. Poškodovanih je bilo 370.000 domov, vendar so gradbeni predpisi uvedeni po prejšnjih potresih pomenili, da je bila kljub velikemu potresu škoda veliko manjša od tiste, ki jo je povzročil potres na Haitiju leta 2010, ko je umrlo vsaj 100.000 ljudi. 

## Okoljske težave
Zrak v Santiagu je najbolj onesnažen zrak v Čilu. V 1990-ih  se je onesnaževanje zraka zmanjšalo za približno tretjino, vendar je bil od leta 2000 napredek majhen. Študija čilske univerze, izdelana leta 2010 pravi, da se je onesnaženje v Santiagu podvojilo. V mestu so  zaskrbljeni zaradi onesnaženosti s hrupom, z atmosferskimi koncentracijami PM2,5 in PM10, ki redno presegajo standarde, ki so jih določili Agencija ZDA za varstvo okolja in Svetovna zdravstvena organizacija.
Glavni vir onesnaževanja zraka, ki traja skozi celo leto, je talilnica rudnika bakra El Teniente. Vlada običajno ne poroča o tem, da je to lokalni vir onesnaževanja, saj leži izven območja poročanja metropolitanske regije Santiago, saj je 110 kilometrov od centra mesta.
V zimskih mesecih se toplotni preobrat (meteorološki pojav, pri katerem stabilna plast toplega zraka zadrži hladnejši zrak v bližini tal) povzroči, da se v Podolžni dolini ujamejo visoke koncentracije onesnaženja s smogom in zrakom.
Od marca 2007 je bilo le 61 % odpadne vode v Santiagu, ki se je do konca istega leta povečalo na 71 %. Vendar pa je marca 2012 obrat za čiščenje odpadne vode Mapocho začel delovati in povečal zmogljivost čiščenja odpadnih voda v mestu na 100%, zaradi česar je Santiago prvo glavno mesto v Latinski Ameriki za obdelavo vseh komunalnih odplak.
Reka Mapocho, ki prečka mesto od severovzhoda proti jugozahodu Podolžne doline, je še vedno onesnažena z gospodinjskimi, kmetijskimi in industrijskimi odplakami ter z odpadnimi snovmi iz rudnika bakra (v Andih na vzhodu Santiaga je več rudnikov bakra), ki se neočiščene stekajo v reko. Obstajajo zakoni, ki od industrij in lokalnih vlad zahtevajo, da očistijo vse izpuste odpadnih voda, vendar se ti predpisi pogosto ohlapno izvajajo. Zdaj obstaja več velikih obratov za predelavo in recikliranje odpadne vode, ki so v fazi izgradnje in načrti za dekontaminacijo reke in omogočanje plovbe.

## Prebivalstvo
Popis leta 2002 je pokazal, da v Santiagu živi približno 5,45 milijona prebivalcev, kar je enako 37 % prebivalstva Čila in 43 % vsega mestnega prebivalstva v državi. S tem je eno največjih mest v Latinski Ameriki. 
Večina prebivalcev so belci evropskega izvora, prvotno španskega, kasneje so oblasti privabljale predvsem priseljence nemškega, švicarskega in angleškega porekla, še kasneje so se priseljevali Italijani, Irci in Poljaki. Pomemben delež predstavljajo tudi mestici, mešanci med belci in staroselci.
Gospodarska rast v zadnjih letih je privabila priseljence iz drugih delov Latinske Amerike. Najštevilčnejši so Perujci, sledijo jim Bolivijci, Argentinci in Ekvadorci.

## Gospodarstvo
Santiago je industrijsko in finančno središče Čila, kjer se ustvari 45 % celotnega državnega bruto domačega proizvoda. Skupaj z Buenos Airesom in São Paulom je eno najpomembnejših finančnih središč Južne Amerike. V mestu ima sedež nekaj mednarodnih organizacij, npr. ECLAC (Gospodarska komisija za Latinsko Ameriko in Karibe). Visoka gospodarska rast in stabilnost čilskega gospodarstva je privabila mnogo multinacionalk, da so Santiago izbrale za sedeže regionalnih uprav.

## Kultura
Le nekaj zgodovinskih stavb iz španskega kolonialnega obdobja je v mestu, saj Santiago - tako kot ostale dele države - redno prizadenejo potresi. Pomembne stavbe so Casa Colorada (1769), cerkev svetega Frančiška (1586) in Posada del Corregidor (1750).
Stolnica na Glavnem trgu (Plaza de Armas) se uvršča tako visoko kot Palača de La Moneda (Palacio de La Moneda), danes predsedniška palača. Prvotna stavba je bila zgrajena med letoma 1784 in 1805, arhitekt Joaquín Toesca pa je bil odgovoren za njegovo izgradnjo. Druge stavbe, ki obdajajo Plaza de Armas, so Glavna pošta, ki je bila končana leta 1882 in Palacio de la Real Audiencia de Santiago, zgrajena med letoma 1804 in 1807. V njej je Čilski narodni zgodovinski muzej, z 12.000 razstavljenimi predmeti. Na jugovzhodnem kotu trga stoji zelena litoželezna stavba Commercial Edwards, ki je bila zgrajena leta 1893. Vzhodno od tega je kolonialna stavba Casa Colorada (1769), v kateri je muzej Santiaga. V bližini je Mestno gledališče, ki ga je leta 1857 zgradil francoski arhitekt Brunet Edward Baines. V potresu leta 1906 je bilo močno poškodovano. Nedaleč od gledališča je dvorec Subercaseaux in Narodna knjižnica, ena največjih knjižnic Južne Amerike.
Nekdanja stavba Narodnega kongresa, Sodna palača in Kraljeva carinska palača (Palacio de la Real Aduana de Santiago) so v bližini. Slednja je Čilski muzej predkolumbovske umetnosti. Ogenj je uničil zgradbo kongresa leta 1895, ki je bila nato obnovljena v neoklasicističnem slogu in ponovno odprta leta 1901. Kongres je bil odstranjen pod vojaško diktaturo Avgusta Pinocheta (1973-1989) in po diktaturi na novo ustanovljen 11. marca 1990 v Valparaísu.
Stavba Sodne palače (Palacio de Tribunales) je na južni strani Trga Montt. Projekt je zasnoval arhitekt Emilio Doyére in je bila zgrajena med letoma 1907 in 1926. Stavba je sedež Vrhovnega sodišča Čila. Skupina 21 sodnikov je najvišja sodna oblast. Je tudi sedež pritožbenega sodišča v Santiagu.
Ulica Bandera vodi proti stavbi borze (Bolsa de Comercio), dokončane leta 1917, Club de la Unión (odprt leta 1925), Universidad de Chile (1872) in proti najstarejši cerkvi v mestu, cerkev svetega Frančiška (zgrajena med letoma 1586 in 1628) z Marijinim kipom Virgen del Socorro (Gospa pomaga'), ki jo je Pedro de Valdivia prinesel v Čile. Severno od Plaza de Armas, kjer je bila postrojena kolonialna milica) so Paseo Puente, cerkev Santo Domingo (1771) in centralna tržnica (Mercado Central), okrašena kovinska stavba. V centru Santiaga je Torre Entel, televizijski stolp z višino 127,4 metrov z opazovalno ploščadjo, dokončan leta 1974; stolp služi kot komunikacijski center za podjetje ENTEL Čile.
Center Costanera je bil končan leta 2009 in vsebuje prostore za stanovanja, nakupovanje in zabavo. Projekt s skupno površino 600.000 kvadratnih metrov vključuje 300-metrski Gran Torre Santiago (najvišja stavba v Južni Ameriki) in druge poslovne zgradbe. Štirje pisarniški stolpi služijo avtocestam in povezavam podzemne železnice.
- Mestno gledališče
- Palala La Moneda
- Muzej sodobne umetnosti
- Čilski muzej lepih umetnosti
- narodna knjižnica Čila
- Bivši kongres

### Dediščina in spomeniki
V metropolitanskem območju Santiago je 174 krajev dediščine za katere skrbi Državni spomeniški svet, med katerimi so arheološki, arhitekturni in zgodovinski spomeniki, soseske in tipična območja. Od teh je 93 v občini Santiago, ki velja za zgodovinsko središče mesta. Čeprav noben spomenik ni bil razglašen za svetovno dediščino, je tri že predlagala čilska vlada: inkovsko svetišče El Plomo, cerkev in samostan svetega Frančiška in palačo La Moneda.
V središču Santiaga so številne stavbe, zgrajene med špansko dominacijo, kot je Metropolitanska stolnica in prej omenjena cerkev svetega Frančiška. Zgradbe tega obdobja so na straneh Plaza de Armas, kot sedež Real Audiencia, pošta ali Casa Colorada.
V devetnajstem stoletju in po osamosvojitvi so se začela graditi nova arhitekturna dela v prestolnici mlade republike. Aristokracija je zgradila majhne palače za stanovanjsko rabo, večinoma okoli soseske Republica in so do danes ohranjena. Te strukture so sprejele umetniške trende iz Evrope, kot Konjeniški klub Santiago, sedež Čilske Univerze in Katoliška univerza, centralna postaja in postaja Mapocho, Mercado Central, prizidek Narodni knjižnici, Muzeju lepih umetnosti in Barrio París-Londres, med drugim.
Različne zelene površine v mestu so znotraj in okoli različnih znamenitosti dediščine. Med najpomembnejšimi so utrdbe Cerro Santa Lucia, svetišče Marije na vrhu Cerro San Cristobal, razkošna grobnica Generalnega pokopališča, Parque Forestal, park O'Higgins in park Quinta Normal

### Muzeji in knjižnice
Santiago ima bogate muzeje različnih vrst, med katerimi so trije narodni, ki jih vodi Direktorat za knjižnice, arhive in muzeje, to so: Narodni zgodovinski muzej, Narodni muzej likovnih umetnosti in Čilski naravoslovni muzej.
Večina muzejev je v zgodovinskem središču mesta in zaseda stare zgradbe kolonialnega izvora, kot je Narodni zgodovinski muzej, ki je v Palacio de la Real Audiencia. La Casa Colorada je muzej Santiaga, medtem ko je kolonialni muzej nameščen v krilu cerkve svetega Frančiška in Muzej predkolumbovske umetnosti zaseda del stare Palacio de la Aduana. Muzej lepih umetnosti, čeprav je v središču mesta, je bil zgrajen v začetku dvajsetega stoletja, še posebej za nastanitev muzeja, na zadnji strani stavbe je bil postavljen leta 1947 Muzej sodobne umetnosti, pod umetniško fakulteto Univerze v Čilu.
Quinta Normal Park ima tudi več muzejev, med katerimi so že omenjeni Naravoslovni muzej, Muzej Artequin, Muzej znanosti in tehnologije ter Museo Ferroviario. V drugih delih mesta so še letalski muzej Cerrillos, muzej Tajamares v Providence in Museo Interactivo Mirador v La Granja. Slednji je bil odprt leta 2000 in je namenjen predvsem otrokom in mladostnikom in ga je obiskalo več kot 2,8 milijona obiskovalcev, zaradi česar je postal najprometnejši muzej v državi.
Kar zadeva javne knjižnice, je najpomembnejša Narodna knjižnica, ki je v centru Santiaga. Njeni začetki segajo v leto 1813, ko jo je ustanovila nastajajoča republika in je bila stoletje kasneje premaknjena v sedanje prostore, tudi sedež Državnega arhiva. 

## Promet
Avtoceste vodijo iz Santiaga proti severu (do La Serene in čez prelaz Christo Redentor v Argentino), jugu (do Puerto Montta) in zahodu v Valparaíso in Viña del Mar. Z železniške postaje Estación Central vodijo železniške povezave vse do Iquiqueja in Puerto Montta, vendar trenutno potniški promet poteka le do Temuca. Posamezne predele mesta povezujejo tri obvoznice.
V kraju Pudahuel na zahodnem robu mesta stoji mednarodno letališče, ki so ga poimenovali po letalskem častniku Arturu Merinu Benítezu, ki velja za »očeta« čilskega vojnega letalstva.
Večino mestnega prometa nosijo tri proge podzemne železnice, dodatni dve pa sta v gradnji.

## Pobratena mesta
Santiago je pobraten z:
- Ankara, Turčija (2000)[15]
- Manila, Filipini[16]
- Riga, Latvija[17]

### Zveza Ibero-ameriških glavnih mest
Santiago je del Zveze Ibero-ameriških glavnih mest from 12 October 1982 establishing brotherly relations with the following cities:
- Andorra la Vella, Andora
- Asunción, Paragvaj
- Bogota, Kolumbija
- Buenos Aires, Argentina
- Caracas, Venezuela
- Ciudad Guatemala, Gvatemala
- Havana, Kuba
- Quito, Ekvador
- La Paz, Bolivija
- Lizbona, Portugalska
- Lima, Peru
- Madrid, Španija
- Managua, Nikaragva
- Ciudad de México, Mehika
- Montevideo, Urugvaj
- Panama, Panama
- Rio de Janeiro, Brazilija
- San José, Kostarika
- San Juan, Portoriko
- San Salvador, Salvador
- Santiago, Čile
- Santo Domingo, Dominikanska republika
- Tegucigalpa, Honduras

### Partnersko mesto
- Pariz, Francija (1997, "Friendship Pact")